# Heterodrilus subtilis
Heterodrilus subtilis är en ringmaskart som först beskrevs av Pierantoni 1917.  Heterodrilus subtilis ingår i släktet Heterodrilus och familjen glattmaskar. Inga underarter finns listade i Catalogue of Life.